# 娜杰日达·维克托罗芙娜·伊利英娜
娜杰日达·维克托罗芙娜·伊利英娜（羅馬化：Nadezhda Viktorovna Il'ina；1978年11月28日—）是俄罗斯政治人物，联邦委员会议员。
2001年，她毕业于克麦罗沃国立大学，获得法学学位。2016年至2023年- 克麦罗沃市政府住房问题委员会主席。2023年，她当选为克麦罗沃州联邦委员会议员。